# Kuskuru, Shikarpur
Kuskuru là một làng thuộc tehsil Shikarpur, huyện Shimoga, bang Karnataka, Ấn Độ.